# Múscul semiespinós del cap
El múscul semiespinós del cap (musculus semispinalis capitis) és un dels tres grups de músculs semiespinosos que alhora formen part del gran grup muscular dels músculs tranversospinals. Està situat a la part superior i posterior del coll, més profundament que l'espleni i medial al múscul dorsal llarg del coll i del cap.
S'origina en una sèrie de tendons situats a les puntes de les apòfisis transverses de la part superior de sis o set vèrtebres dorsals (D1-D7) i la setena vèrtebra cervical (C7), i de les apòfisis articulars dels tres vèrtebres cervicals anteriors (C4-C6). Els tendons, conjuntament, formen un múscul més ampli, que es dirigeix cap amunt i s'insereix entre les línies nucal superior i inferior de l'os occipital. Es troba en un nivell més profund que el múscul trapezi i es pot palpar com una massa muscular rodona i ferma just al costat de les apòfisis espinoses cervicals.
Els músculs semiespinosos estan innervats per les branques dorsals dels nervis espinals cervicals.

## Imatges
- Secció del coll a nivell del C6.

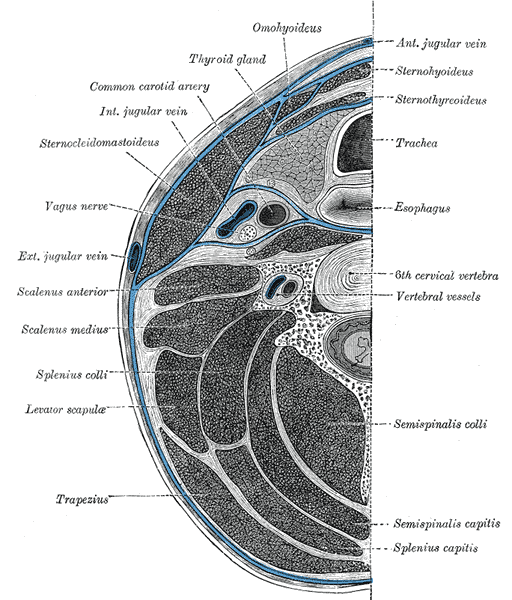
Es mostra la fàscia cervical profunda. El múscul semiespinós del cap és visible a la part inferior dreta.

- El context anatòmic del múscul semiespinós del cap.

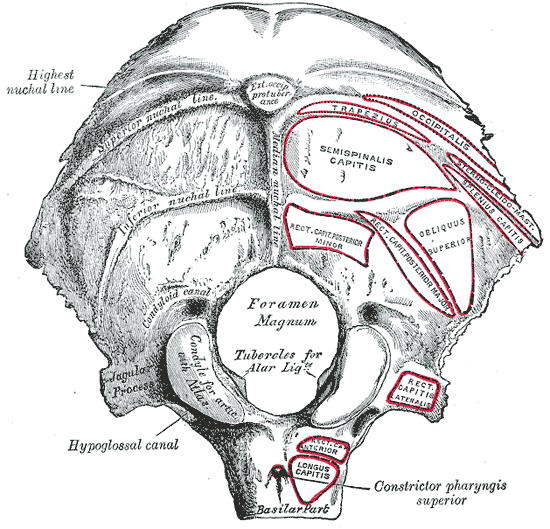
Os occipital. Superfície externa.
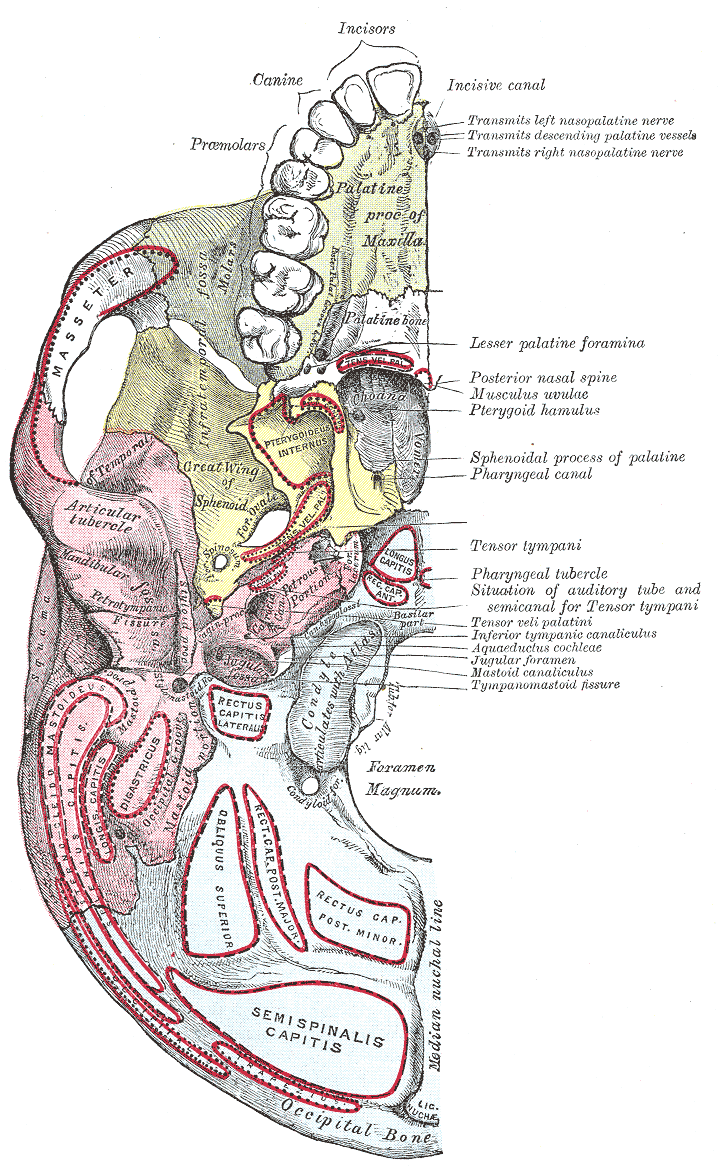
Base del crani. Superfície interna.
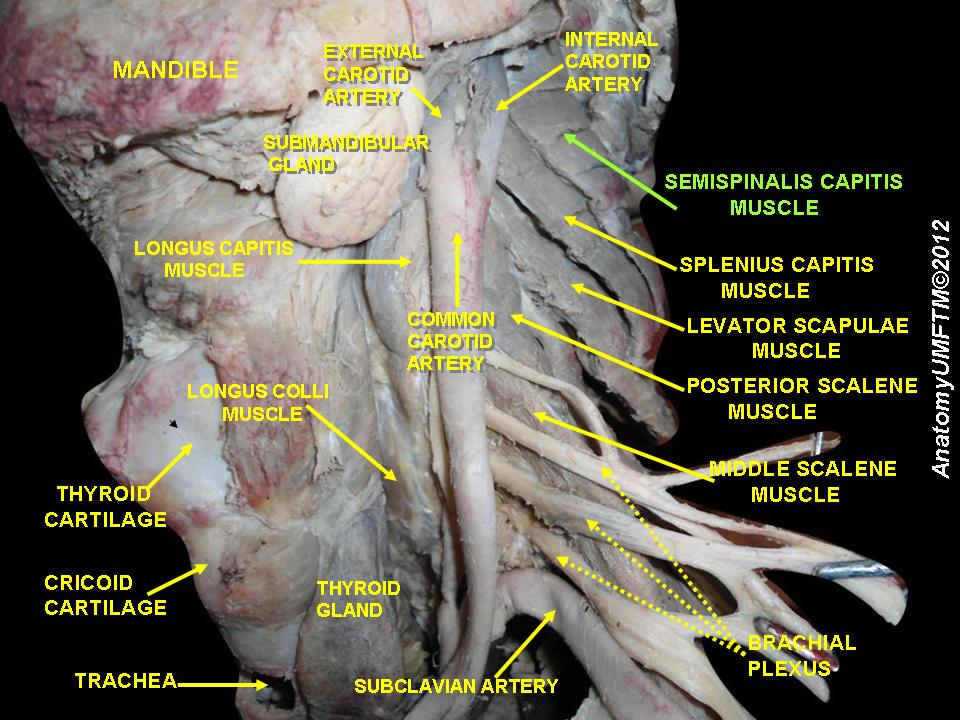
Múscul semiespinós del cap.